# Свинина по-алентежански
Свинина по-алентежански (порт. Carne de Porco à Alentejana) — традиционное блюдо из свинины в португальской кухне. Сочетание свинины и моллюсков с картофелем и кориандром. Обычно свинину некоторое время маринуют в белом вине, паприке, пасте из красного перца, измельчённом чесноке, кориандре, лавровом листе, соли и белом перце. Тмин часто добавляют в северной Португалии. Затем мясо обжаривают до золотисто-коричневого цвета, и готовят с двустворчатыми моллюсками. Традиционно это блюдо подают с картофелем фри, нарезанным кубиками, или с печёным картофелем.

## История
Происхождение блюда доподлинно неизвестно. Название, по-видимому, происходит из региона Алентежу, который славится своей свининой. Но некоторые относят его корни к  региону Алгарви. Причиной этому являются моллюски, которые гораздо популярнее в приморских городах, а не в местах, удалённых от океана, как большинство в Алентежу, где есть только один крупный рыбацкий порт, Синиш, и небольшие рыбацкие деревни на побережье, а также преимущественно мясная кухня. Может являться примером кухни фьюжн как сочетание блюд из свинины внутреннего Алентежу с блюдами из морепродуктов прибрежного Алгарви.
Одна из теорий относительно того, почему блюдо может принадлежать Алгарви, заключается в том, что свиней в этом регионе раньше кормили рыбными отходами, поэтому в жареную свинину добавляли моллюсков, чтобы замаскировать рыбный вкус мяса. Блюдо использовалось в Средние века для проверки новообращённых евреев. Новые христиане должны были съесть блюдо из свинины и моллюсков (два некошерных продукта) публично, чтобы доказать, что они отреклись от иудейской веры.